# Peter Metz (Fußballspieler)
Peter Metz (* 21. Dezember 1949 in Pinneberg) ist ein ehemaliger deutscher Fußballspieler.

## Leben
Mittelfeldmann Metz spielte beim VfL Pinneberg. Er stieg 1973 mit der Mannschaft in die damals zweitklassige Regionalliga Nord auf, Metz erzielte in der Aufstiegsrunde Anfang Juni 1973 den Treffer zum 1:0-Sieg über den Blumenthaler SV, der den Aufstieg Pinnebergs besiegelte. Mit 15 Treffern war er in der Regionalliga-Saison 1973/74, welche er mit den Pinnebergern als Tabellenvorletzter abschloss, bester VfL-Torschütze und mit 3208 Einsatzminuten der Pinneberger mit der meisten Spielzeit. DFB-Trainer Jupp Derwall lud ihn im April 1974 zu einem Sichtungslehrgang der bundesdeutschen Amateur-Nationalmannschaft nach Duisburg ein.
Zur Saison 1974/75 wechselte er gemeinsam mit Uwe Genat für eine Ablösesumme von 35 000 D-Mark zum HSV Barmbek-Uhlenhorst in die neugegründete 2. Fußball-Bundesliga. Metz bestritt 13 Zweitligabegegnungen für Barmbek-Uhlenhorst, stieg mit den Hamburgern jedoch aus der zweithöchsten deutschen Spielklasse ab. Ein anschließend vorliegendes Angebot von Tennis Borussia Berlin schlug Metz aus, er wurde 1975 wieder Spieler des VfL Pinneberg. 1977 gelang ihm mit der Mannschaft der Aufstieg in die drittklassige Oberliga Nord. In dieser ging er mit Pinneberg in der Saison 77/78 ins Rennen. Nach dem Abstieg war Metz in der Verbandsliga-Saison 78/79 mit 17 Treffern einer der besten Torschützen dieser Spielklasse. Er spielte ab 1981 für Altona 93, mit dem er 1984 den Pokalwettbewerb des Hamburger Fußball-Verbandes gewann und in die Oberliga aufstieg, sowie ab 1984 für den Verbandsligisten FC Süderelbe. Bis 1987 spielte Metz in Süderelbe und war anschließend beim selben Verein Co-Trainer. Beruflich wurde er als Wirt der Vereinsgaststätte des SC Pinneberg tätig und war dies bis April 2021.